# كلارينس بيتانج
كلارينس بيتانج (بالبرتغالية: Clarence Bitang) هو لاعب كرة قدم كاميروني في مركز الوسط، ولد في 2 سبتمبر 1992 في دوالا في الكاميرون يلعب في نادي الزوراء العراقي و لعب سابقاً في نادي هجر السعودي.

## وصلات خارجية
- كلارينس بيتانج على موقع الاتحاد الدولي (مؤرشف)  (الإنجليزية)
- كلارينس بيتانج على موقع قاعدة بيانات كرة القدم.إي يو (الإنجليزية)
- كلارينس بيتانج على موقع ناشيونال فوتبول تيمز (الإنجليزية)
- كلارينس بيتانج على موقع Soccerway.com (الإنجليزية)
- كلارينس بيتانج على موقع عالم كرة القدم.نت (الإنجليزية)